# Miconia superposita
Miconia superposita är en tvåhjärtbladig växtart som beskrevs av John Julius Wurdack. Miconia superposita ingår i släktet Miconia och familjen Melastomataceae. Inga underarter finns listade i Catalogue of Life.